# Damián Schmidt
Héctor Damián Schmidt (ur. 7 grudnia 1992 w Santa Rosa) – argentyński piłkarz występujący na pozycji środkowego obrońcy, obecnie zawodnik meksykańskiej Puebli.

## Kariera klubowa
Schmidt pochodzi z miasta Santa Rosa w prowincji La Pampa. Treningi piłkarskie rozpoczynał jako sześciolatek w tamtejszej drużynie o nazwie Sarmiento, skąd później przeniósł się do innego lokalnego, juniorskiego zespołu – Deportivo MacAllister. Tam grał do szesnastego roku życia, a niedługo potem w barwach ekipy Club General Belgrano zadebiutował w piątej lidze argentyńskiej. Wobec braku perspektyw zdecydował się porzucić zawodowy futbol na rzecz nauki – wyjechał do Córdoby studiować kinezjologię. Podczas jednego z turniejów futbolowych jego talent zauważył Claudio Vivas – ówczesny szkoleniowiec klubu Instituto AC Córdoba – i przekonał gracza do dołączenia do drużyny. Do pierwszego zespołu – występującego w drugiej lidze – został włączony już za kadencji trenera Franka Darío Kudelki, pierwszy mecz rozgrywając w sierpniu 2013 z Douglas Haig (0:1). Osiem miesięcy później wywalczył sobie niepodważalną pozycję w linii defensywy, lecz mimo udanych występów bezskutecznie walczył z Instituto o promocję do pierwszej ligi.
Wiosna 2016 Schmidt na zasadzie wypożyczenia przeniósł się do występującego w najwyższej klasie rozgrywkowej zespołu Racing Club de Avellaneda. W jego barwach 17 lutego 2016 w przegranym 0:5 spotkaniu z Newell's Old Boys zadebiutował w argentyńskiej Primera División, lecz był to zarazem jego jedyny występ w barwach Racingu, przegrywając rywalizację o miejsce w składzie z graczami takimi jak Sergio Vittor czy Nicolás Sánchez. Już po sześciu miesiącach jego pobyt w tej drużynie został skrócony, a on sam przeniósł się do Meksyku, gdzie udał się na wypożyczenie do Puebla FC. W tamtejszej Liga MX zadebiutował 21 sierpnia 2016 w zremisowanej 2:2 konfrontacji z Américą.

## Statystyki kariery
| Instituto   | 2013–2014 | Argentyna | Primera B Nacional | 17 | 0 | 2 | 0 | — | — | —  | 19 | 0 |
| Instituto   | 2014      | Argentyna | Primera B Nacional | 20 | 1 | — | — | — | — | —  | 20 | 1 |
| Instituto   | 2015      | Argentyna | Primera B Nacional | 35 | 2 | 1 | 0 | — | — | —  | 36 | 2 |
| Racing Club | 2016      | Argentyna | Primera División   | 1  | 0 | — | — | — | — | —  | 1  | 0 |
| Puebla      | 2016–2017 | Meksyk    | Liga MX            | 0  | 0 | 0 | 0 | — | — | —  | 0  | 0 |
| Ogółem      |           |           |                    |    |   |   |   |   |   |    |    |   |
| Argentyna   | Argentyna | Argentyna | 73                 | 3  | 3 | 0 | — | — | — | 76 | 3  |   |
| Meksyk      | Meksyk    | Meksyk    | 0                  | 0  | 0 | 0 | — | — | — | 0  | 0  |   |
| Ogółem      | Ogółem    | Ogółem    | Ogółem             | 73 | 3 | 3 | 0 | — | — | —  | 76 | 3 |